# Радченко, Борис Петрович
Борис Петрович Радченко (1920 — ?) — машинист экскаватора дорожного ремонтно-строительного управления № 60 Днепропетровского областного производственного управления строительства и эксплуатации автомобильных дорог Министерства строительства и дорожных работ Украинской ССР, Герой Социалистического Труда (23.01.1974).
Место рождения: Украинская ССР, Днепропетровская обл., Васильковский р-н, с. Новогригорьевка.
После окончания школы механизации (1937) работал трактористом в Павловской МТС.
Участник войны, командир отделения, сержант, награждён медалью «За отвагу» (1943) и орденом Отечественной войны II степени (1985).
После демобилизации вернулся в Павловскую МТС, где работал до её расформирования (1958).
С 1959 г. машинист экскаватора ДРСУ № 60 Днепропетровского областного производственного управления строительства и эксплуатации автомобильных дорог.
Выполнял сменные нормы на 160—170 процентов, за год экономил более 2,5 тонн горючего. Активный рационализатор.
Герой Социалистического Труда (23.01.1974).